# Nikołaj Pieczkowski
Nikołaj Konstantinowicz Pieczkowski, ros. Николай Константинович Печковский (ur. 1 stycznia?/13 stycznia 1896 w Moskwie, zm. 24 listopada 1966 w Leningradzie) – radziecki aktor i śpiewak operowy (tenor), kolaboracyjny artysta podczas II wojny światowej.

## Życiorys
Ukończył szkołę realną. Śpiewu uczył się u L.D. Donskiego. Od 1913 r. występował jako aktor dramatyczny w sergijowskim domu ludowym. Po wybuchu I wojny światowej został zmobilizowany do armii rosyjskiej. W 1918 r. rozpoczęła się jego kariera zawodowa jako profesjonalnego śpiewaka operowego. Od końca kwietnia tego roku zaczął występować na scenach studia operowego K.S. Stanisławskiego. Od 1921 r. był solistą studia operowego Teatru Wielkiego w Moskwie, zaś od 1924 r. Leningradzkiego Teatru Opery i Baletu im. S.M. Kirowa. Śpiewał arie operowe zarówno dramatyczne, jak też liryczne. W 1936 r. pierwszy raz wyreżyserował operę "Otello". Występował też okazjonalnie na scenach innych teatrów operowych. W 1939 r. otrzymał tytuł Ludowy Artysta RFSRR i został odznaczony Orderem Lenina. Po ataku wojsk niemieckich na ZSRR 22 czerwca 1941 r., pozostał na okupowanych terenach. Przebywał we wsi Wyrica w rejonie Gatczyny, gdzie mieszkała jego chora matka. Podjął współpracę z Niemcami, występując z koncertami operowymi w okupowanych miastach i obozach jenieckich dla czerwonoarmistów. Jednocześnie wypełniał różne zadania dla partyzantów. Po wyzwoleniu okupowanych obszarów ZSRR przez Armię Czerwoną został w październiku 1944 r. aresztowany i po procesie skazany na karę 10 lat łagrów. Po wyjściu na wolność w 1954 r. zrehabilitowano go, przywrócono tytuł Ludowego Artysty RFSRR i Order Lenina. Powrócił do kariery śpiewaka, ale mógł występować jedynie w klubach. W 1966 r. wyjechał do Moskwy, gdzie dał koncert w filharmonii. Podczas kolejnego występu w filharmonii w Leningradzie, zmarł.